# Pitcairnia cremersii
Pitcairnia cremersii är en gräsväxtart som beskrevs av Eric J. Gouda. Pitcairnia cremersii ingår i släktet Pitcairnia och familjen Bromeliaceae. Inga underarter finns listade i Catalogue of Life.